# زمین (برق)

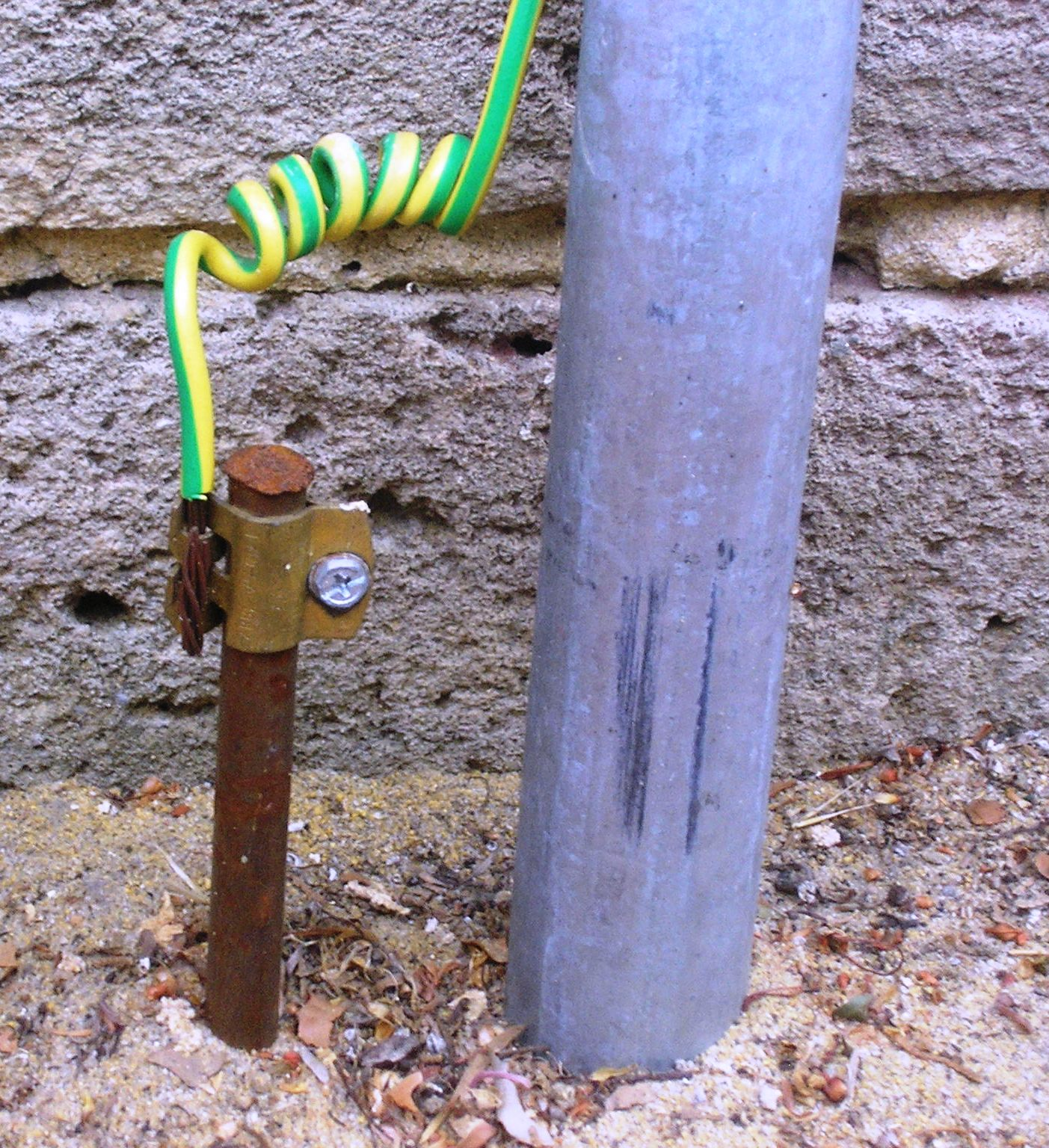
یک الکترود ارت معمولی (سمت چپ لوله خاکستری)، متشکل از یک میله رسانا فرورفته به زمین، در خانه ای در استرالیا. اکثر کدهای الکتریکی مشخص می کنند که عایق روی رساناهای ارت محافظ باید یک رنگ متمایز (یا ترکیب رنگ) باشد که برای هیچ هدف دیگری استفاده نمی شود.

در مهندسی برق، واژه زمین یا ارت با توجه به کاربردهای آن دارای معانی متفاوتی است. زمین در یک مدار الکتریکی می‌تواند نقش یک نقطه مبدأ را داشته باشد که بر طبق آن بقیه ولتاژهای الکتریکی را اندازه‌گیری می‌کنند. واژه زمین همچنین به مسیری کلی برای بازگشت جریان به منبع نیز گفته می‌شود. این واژه در مورد یک اتصال فیزیکی مستقیم به زمین نیز مورد استفاده قرار می‌گیرد.
یک مدار الکتریکی ممکن است به دلایل مختلفی به زمین متصل شده باشد. در مدارهای قدرت این اتصال‌ها معمولاً برای بالا بردن ایمنی و محافظت افراد یا دستگاه‌ها از تأثیرات معیوب بودن عایقکاری هادی‌ها ایجاد می‌شود (چاه ارت). اتصال به زمین در مدارهای قدرت از آسیب دیدن عایق‌های مدار در اثر افزایش ولتاژ بین زمین و مدار جلوگیری کرده و این ولتاژ را در یک حد معین محدود می‌کند. از اتصال زمین برای جلوگیری از افزایش الکتریسیته ساکن در هنگام حمل مواد قابل اشتعال یا تعمیر تجهیزات الکترونیکی نیز استفاده می‌کنند. در برخی از انواع تلگراف‌ها و شبکه‌های انتقال زمین به تنهایی نقش یکی از هادی‌ها را ایفا می‌کند و به عنوان مسیر بازگشت جریان به منبع مورد استفاده قرار می‌گیرد با این کار در هزینه ایجاد یک خط جداگانه برای بازگشت جریان صرفه‌جویی می‌شود. در اندازه‌گیری از زمین به عنوان یک پتانسیل الکتریکی ثابت استفاده می‌کنند که با توجه به اختلاف پتانسیل هر قسمت از مدار از زمین میزان پتانسیل آن قسمت را مشخص می‌کنند. یک زمین الکتریکی باید از ظرفیت انتقال جریان مناسبی برخوردار باشد تا بتوان از آن به عنوان مبدأ صفر ولتاژ استفاده کرد.
معنی واژه زمین یا ارت در برق و الکترونیک بسیار گسترده‌است و حتی ممکن است در وسایل نقلیه‌ای مانند کشتی، هواپیما یا فضاپیما که عملاً اتصال مشترکی با زمین ندارند نیز از این واژه به عنوان پتانسیل صفر استفاده شود.

## تاریخچه
سیستم الکترومغناطیسی تلگراف راه دور که از سال ۱۸۲۰ مورد استفاده قرار می‌گرفت از دو یا چند سیم برای انتقال پیام‌ها به صورت پالس‌های الکتریکی استفاده می‌کرد. سپس این موضوع روشن شد (احتمالاً به وسیله دانشمند آلمانی استین‌هیل) که از زمین می‌توان به عنوان مسیر برگشت برای کامل کردن مدار پیام‌ها استفاده کرد؛ به این ترتیب نیازی به سیم بازگشت نخواهد بود اما این روش در طول مسیرهای درون‌قاره‌ای که در سال ۱۸۶۱ بین سنت ژوزف، میسوری و ساکرامنتو کالیفرنیا ایجاد شده بود یک مشکل داشت. در طول فصل‌های خشک سال به علت خشک بودن زمین مقاومت آن به شدت افزایش می‌یافت که باعث اختلال در کارکرد تلگراف می‌شد.
بعدها زمانی که تلفن می‌رفت تا جایگزین تلگراف شود این نکته روشن شد که جریانی که به وسیله شبکه‌های قدرت، خطوط راه‌آهن برقی و دیگر مدارهای تلفن و تلگراف ایجاد می‌وشد موجب ایجاد اختلال در سیگنال‌های فرستاده شده می‌شود و به این ترتیب استفاده از سیستم‌های دو سیمه دوباره جایگزین شد.

## ارتباطات رادیویی
اتصال الکتریکی به زمین می‌تواند به عنوان یک مبدأ پتانسیل الکتریکی برای سیگنال‌های بسامد رادیویی در نوع خاصی از آنتن مورد استفاده قرار گیرد. قسمتی که مستقیماً با زمین در ارتباط است می‌تواند از یک جسم ساده مانند یک میله هادی که در زمین فرورفته تشکیل شده باشد یا از اتصال با لوله‌های فلزی آب ایجاد شده باشد (در این موارد این خطر وجود دارد که بعدها لوله‌ها با لوله‌های پلاستیکی تعویض شوند). یک الکترود زمین ایده‌آل باید صرف نظر از میزان جریانی که به زمین وارد می‌شود یا از آن خارج می‌شود هنواره ولتاژی برابر صفر داشته باشد. در واقع میزان مقاومت یک سیستم زمین است که می‌تواند کیفیت آن را مشخص می‌کند و این کیفیت را می‌توان به راه‌های مختلفی افزایش داد برای مثال با افزایش سطح در تماس الکترود با زمین، افزایش عمق دفن الکترود، استفاده از میله‌های الکترود متعدد، افزایش رطوبت زمین، افزایش میزان مواد معدنی رسانا در خاک یا افزایش سطح پوشیده شده به وسیله سیستم زمین می‌توان مقاومت زمین را کاهش داد.
برخی سیستم‌های آنتن‌های فرستنده در VLF, LF, MF یا پایین‌تر از رنج SW برای عملکرد مناسب خود نیازمند یک زمین خوب هستند. برای مثال یک آنتن عمودی تک قطب نیازمند یک سیستم زمین است که معمولاً از شبکه‌ای به هم پیوسته از سیم‌ها که به‌طور شعاعی از مرکز به فاصله تقریباً برابر با طول آنتن دور می‌شوند، تشکیل شده‌است. در برخی موارد این سامانه زمین در بیرون تقویت می‌شود تا از تلفات جلوگیری شود.

## تأسیسات سیم‌کشی قدرت
با وصل بدنه تجهیزات الکتریکی بروز خطا در هر یک از تجهیزات موجب جاری شدن جریان در سیم زمین شده و از برق دار شدن بدنه جلوگیری می‌کند. یک اتصال مناسب به زمین باید مقاومت پایینی داشته باشد تا در صورت بروز خطا، جریان جاری در زمین موجب عمل کردن سیستم حفاظت در شبکه شود. با وصل تمامی اجسام هادی در خطر برقدار شدن می‌توان از بروز شوک الکتریکی در اثر تماس با این اجسام جلوگیری کرد.
سیم زمین سیمی است که (مستقیماً یا غیر مستقیم) به یک یا چند الکترود زمین اتصال دارد. این الکترودها ممکن است در نزدیکی محل استفاده از سیم زمین یا در محلی دورتر قرار داشته باشند. این سیم (یا شینه داخل تابلو) زمین در سیستم‌های TNS وTNCS که رایجترین سیستم‌های نیرورسانی می‌باشند می‌بایست به سیم (یا شینه داخل تابلو) نول وصل شود. همچنین ممکن است این سیم به شبکه لوله‌کشی شده ساختمان نیز متصل شده باشد تا مقاومت کمتری را ایجاد کند. استفاده از لوله‌های آب برای اتصال به سیستم زمین با گسترش استفاده از لوله‌های غیر فلزی مثل لوله‌های پلی وینیل کلراید در برخی کشورها ممنوع شد.
در صورت همبندی پی یا اسکلت فلزی ساختمان با چاه ارت مقاومت سیستم بمیزان زیادی کاهش یافته و ایمنی افزایش خواهد یافت.
تجهیزات الکتریکی ثابت معمولاً از اتصال زمین دائمی برخوردارند. تجهیزات قابل حمل که دارای بدنه فلزی هستند از یک پین مخصوص برای وصل سیم زمین استفاده می‌کنند. اندازه هادی زمین معمولاً با استفاده از استانداردها و مقرارت مربوط به حفاظت الکتریکی تعیین می‌شود.

## انتقال انرژی الکتریکی
برخی از سیستم‌های انتقال HVDC از زمین به عنوان سیم برگشت استفاده می‌کنند. این کار به ویژه در مورد خطوط کابلی زیر آبی مورد استفاده قرار می‌گیرد چرا که آب دریا یک هادی مناسب است. در این حالت برای ایجاد اتصال با زمین از الکترودهای دفن شده در زمین استفاده می‌شود. محل قرار گرفتن این الکترودها باید با دقت انتخاب شود تا از خوردگی شیمیایی الکترودها و تأسیسات زیر زمینی تا جای ممکن کاسته شود.
در سیستم‌های توزیع تک سیم با برگشت زمین (Single Wire Earth Return/SWER) با استفاده از یک سیم قدرت در شبکه‌های قدرت در هزینه‌ها صرفه‌جویی می‌شود. این روش معمولاً در مناطق روستایی مورد استفاده قرار می‌گیرد تا خطرات ناشی از برگشت جریان زیاد در زمین موجب خسارت نشود.
یکی از نگرانی‌های خاص در طراحی پست‌های الکتریکی افزایش پتانسیل زمین است. زمانی‌که جریان بسیار بزرگ ناشی از خطا در شبکه به زمین تزریق می‌شود ممکن است پتانسیل الکتریکی در مناطق مجاور محل تزریق جریان نسبت به مناطق دیگر بالا رود. این اتفاق به دلیل محدود بودن ضریب هدایت در لایه‌های خاک رخ می‌دهد. این تغییر پتانسیل در زمین می‌تواند آنقدر زیاد باشد که دو نقطه نزدیک به هم بر روی زمین دارای ولتاژی با اختلاف بالا باشند. این اختلاف ولتاژ می‌تواند خطراتی را برای افرادی که در آن منطقه بر روی زمین ایستاده‌اند ایجاد کند (به دلیل افزایش ولتاژ گام). همچنین لوله‌ها، نرده‌ها یا سیم‌های ارتباطی داخل پست نیز دچار اختلاف ولتاژ می‌شوند که می‌تواند ولتاژ تماس با این اشیا را تا حد خطرناکی بالا ببرد.

## چاه ارت

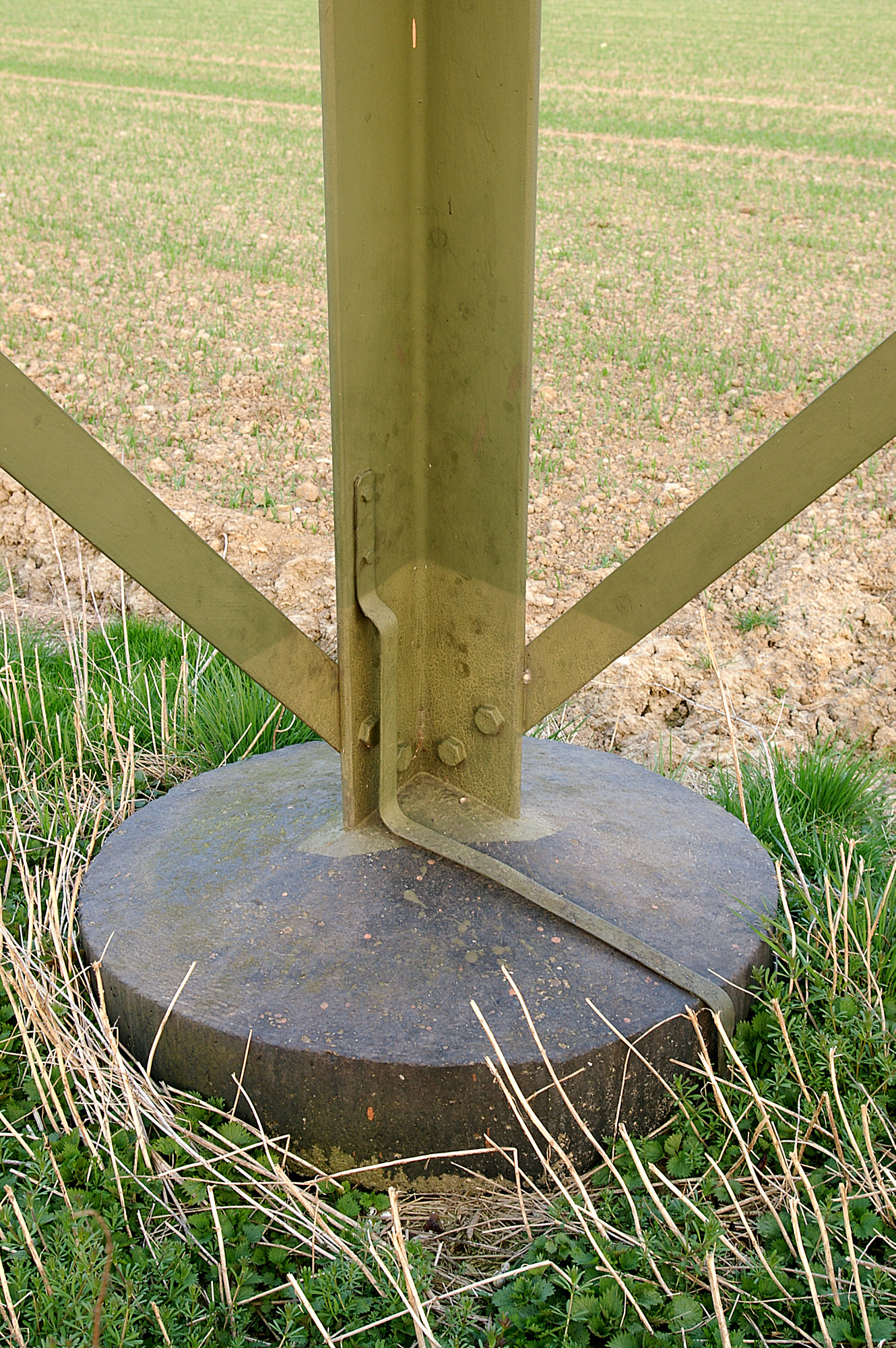
اتصال زمین (برق)

برای حفاظت از برخورد آذرخش و اتصال الکتریسیته به بدنه یخچال و هر وسیله موجود در منزل و کارگاه که به برق وصل می‌شود و در اثر تماس انسان برای وی خطر ایجاد می‌کند معمولاً بهترین راه احداث چاه ارت (چاه زمین‌کاری) است.
برای ساختمان مسکونی از چاه ارت زیر ۵ اهم استفاده می‌شود و برای شرکت‌ها و کارخانه‌ها از چاه ارت زیر ۲ اهم استفاده می‌گردد.

### نحوه احداث چاه ارت
سالهای قبل از زغال و نمک برای چاه ارت استفاده می‌شد ولی پس از مدتی در اثر تماس نمک با مس صفحه مسی سولفاته می‌شد و عملاً چاه ارت از کار می‌افتاد ولی در حال حاضر یک حلقه چاه به عمق بین ۵ الی ۱۰ متر حفر می‌گردد که بستگی به جنس خاک و رطوبت زمین داردو یک صفحه مسی به ابعاد ۷۰*۷۰ سانتیمتر و با ضخامت ۵ میلی‌متر که به یک سیم مسی معمولاً نمره ۷۰ از طریق جوش و بست اتصال می‌یابد و از ماده‌ای بنام بنتونیت یا سوپر اکتیو بنتونیت ( به دليل جذب آب و رطوبت (بنتونيت اكتيو معمولا داري نمك ميباشد كه باعث خوردگي  تجهيزات ميگردد و همچنين بعد از جذب آب حالت فشرده به خود ميگيرد كه باعث عدم اتصال درست و يكدست صفحه و تجهيزات  ميشود)) استفاده می‌گردد این ماده را به‌همراه ۱۰۰۰ لیتر آب به صورت دوغاب درآورده و درون چاه می‌ریزیم در بین کار صفحه مسی را به صورت عمودی و در وسط چاه قرار می‌دهیم و الباقی دوغاب را می‌ریزیم سپس خاک را سرند کرده داخل چاه می‌ریزیم.
یک تابلو تست برای ارت بالای چاه ارت قرار می‌دهیم و سیم ارت به شین ارت داخل تابلو وصل می‌گردد و از طریق سیم کلیه بدنه دستگاه‌ها شامل الکتروموتور بدنه لوازم آشپزخانه هر آنچه را که به برق وصل شده و قابلیت تماس با انسان را دارد به این شمش مسی وصل می‌کنیم.
برای چاه صاعقه گیر نیز می‌توان یک چاه مشابه همین چاه ولی مجزا از این چاه با فاصله ۲ برابر عمق چاه اجرا نمود و در بلندترین نقطه ساختمان یک میله برقگیر نصب می‌کنیم و آن را نیز به تابلو چاه ارت وصل می‌کنیم.
 نتیجه: اگر صاعقه به ساختمان بزند از طریق این میله به زمین منتقل می‌شود.
اگر سیم لخت شده و به بدنه فریزر ماشین لباسشویی و غیره وصل شود قبل از اینکه برای انسان خطری ایجاد کند به زمین منتقل می‌شود و خلاصه با ایجاد سیستم زمینی کردن خطر برق گرفتگی از بین می‌رود ضمناً در دو شاخه‌های جدید و پریزها جدید بجز سیم نول و فاز یک سیم دیگر وجود دارد و آن همین سیم ارت است.
در اثر برخورد صاعقه به ساختمانی که سیستم ارتینگ ندارد معمولاً کامپیوتر تأسیسات ساختمان و غیره آسیب می‌بینند.
لوازم و تجهيزات مورد نياز به صورت خلاصه ميتوان:
١- سيم مسي
٢- راد يا ميله ارت به همراه بست مربوط
٣- صفحه مس (روكش يا تمام مس)
٤- بنتونيت و مواد مشابه
٥-جوش كدويلت و يا كابلشو مناسب

## زمین کردن تک نقطه ای و چند نقطه ای
مشخص نمودن طریقه زمین کردن به صورت تک نقطه ای و یا چند نقطه ای معمولا به محدوده فرکانس کار مدار بستگی دارد. مدارات آنالوگ با فرکانس هایی در حد چندین مگاهرتز از روش ارتینگ چند نقطه ای استفاده می شود.زمین کردن چند نقطه ای به این صورت است که تمامی اجسام فلزی در فاصله 1.8 متری از شبکه سیگنال مرجع که شبکه سیگنال مرجع را قطع می کنند یا در جوار آن هستند به طور موثری به آن متصل شوند. زمین کردن چند نقطه ای همچنین احتمال جاری شدن جریان های الکتریکی بر روی شبکه مرجع سیگنال را به حداقل رسانده و از تجمع ناخواسته جریان بر روی چند کنداکتور جلوگیری می کند و باعث کنترل اختلاف پتانسیل نیز می شود.